# Irische Fußballnationalmannschaft (U-20-Männer)
Die irische U-20-Fußballnationalmannschaft ist eine Auswahlmannschaft irischer Fußballspieler. Sie unterliegt der Football Association of Ireland und repräsentiert sie international auf U-20-Ebene, etwa in Freundschaftsspielen gegen die Auswahlmannschaften anderer nationaler Verbände oder bei der U-20-Fußball-Weltmeisterschaft.
Das beste Ergebnis bei einer Weltmeisterschaft erreichte die Mannschaft 1997 in Nigeria, als sie nach der Halbfinalniederlage gegen den späteren Weltmeister Argentinien das Spiel um Platz drei gegen Ghana gewann.
Zudem erreichte die Mannschaft 1999 und 2003 jeweils das Achtelfinale. 1985 und 1991 war sie in der Vorrunde ausgeschieden.

## Teilnahme an U20-Fußballweltmeisterschaften
| 1977 | nicht qualifiziert |
| 1979 | nicht qualifiziert |
| 1981 | nicht qualifiziert |
| 1983 | nicht qualifiziert |
| 1985 | Vorrunde           |
| 1987 | nicht qualifiziert |
| 1989 | nicht qualifiziert |
| 1991 | Vorrunde           |
| 1993 | nicht qualifiziert |
| 1995 | nicht qualifiziert |
| 1997 | 3. Platz           |
| 1999 | Achtelfinale       |
| 2001 | nicht qualifiziert |
| 2003 | Achtelfinale       |
| 2005 | nicht qualifiziert |
| 2007 | nicht qualifiziert |
| 2009 | nicht qualifiziert |
| 2011 | nicht qualifiziert |
| 2013 | nicht qualifiziert |
| 2015 | nicht qualifiziert |
| 2017 | nicht qualifiziert |
| 2019 | nicht qualifiziert |